# Vulgaires Machins
Vulgaires Machins, parfois raccourci en Vulgaires, et abrégé VM, est un groupe de punk rock canadien, originaire de Granby, au Québec. Formé en 1995, le groupe dénonce la société de consommation, le capitalisme et le monde qui les entoure. Le groupe est actuellement composé de Guillaume Beauregard (chant, guitare), Marie-Ève Roy (chant, guitare, piano), Maxime Beauregard (basse) et Pat Sayers (batterie). En 2017, les Vulgaires Machins comptent un total de 14 clips vidéos de leurs pistes, et six albums studio (dont un auto-produit).

## Biographie

### Débuts (1995–2004)

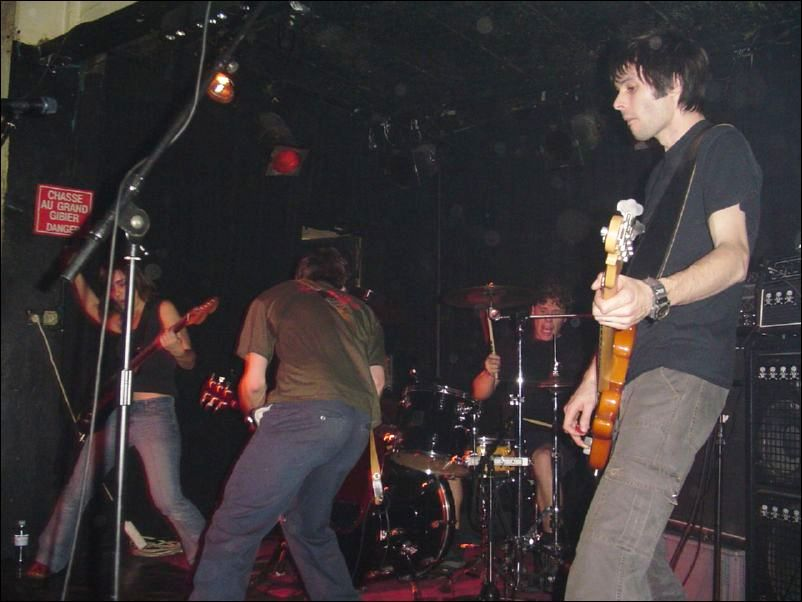
Vulgaires Machins à Paris, en France, en 2004.

Tout commence à Granby, au Québec, au milieu des années 1990, à l'école secondaire où Guillaume et Marie-Ève, âgés de 17 ans, décident de créer le groupe Vulgaires Machins. Au cours de leurs premières années, les batteurs se succèdent jusqu'à ce que Patrick Landry assure, depuis l'album Aimer le mal, le poste de batteur. Lors d'une entrevue radiophonique, le groupe avoue que s'ils avaient su qu'ils allaient finir par faire des chansons à saveurs critiques, ils auraient choisi un nom moins humoristique[réf. nécessaire]. Le groupe se démarque grâce à ses apparitions scéniques en 1995.
Le premier album des Vulgaires Machins, intitulé La vie est belle, est auto-produit et publié en 1996. Leur deuxième album, mais premier album studio, 24:40, est publié en 1998. Sur celui-ci, le groupe privilégie une musique avec des airs très punk rock. Par la suite, en 2000, le groupe commence à devenir plus critique sur le monde qui l'entoure et en parle dans ses chansons de l'album Regarde le monde. Le troisième album studio du groupe, Aimer le mal, est publié en 2002. À cet instant, Les Vulgaires Machins sont reconnus au Québec comme un groupe aux paroles incisives et sans gêne portant les couleurs du mouvement altermondialiste. Le quatrième effort studio du groupe paraît, pour une troisième fois, sous le label de Indica Records en 2004. Dans Crossing the Bridge/Passe le pont, ils s'associent pour un split avec le groupe français Burning Heads ; les Vulgaires Machins jouent les chansons de Burning Heads et vice versa.

### Compter les corps(2005–2009)
Le groupe s'atelle à l'écriture d'un nouvel album en 2005. En 2006, le groupe revient en force avec leur cinquième album studio, Compter les corps. Cet album, produit par Gus Van Go (bien connu pour ses réalisations avec The Stills et Priestess), présente des rythmes plus rock que punk, ce qui permet aux VM de s'investir énormément sur les paroles et d'aborder tous les sujets qui leur tiennent à cœur comme la surconsommation, le tiers monde, le capitalisme, le socialisme et le communisme, ainsi que l'hypersexualisation. Les Vulgaires Machins jouent au Amnesia Rockfest de Montebello en juin 2007.
La parution du vidéoclip pour la chanson Anéantir le dogme, extraite de Compter les corps, cause tout un émoi dans les médias québécois lors de sa sortie. Le clip, réalisé par François Avard, présente une jeune fille, jouée par Noémie Yelle, vêtue comme Britney Spears et qui, à la fin du vidéo, se fait violer par un homme. La chanson dénonce le contrôle de la pensée par les différents dogmes, autant politiques, religieux que sexuels, et le réalisateur a choisi l'hypersexualisation comme dogme principal. MusiquePlus, qui encourageait pourtant depuis leurs débuts le groupe, refusera de diffuser le clip sur ses ondes, le jugeant trop obscène. Guillaume Beauregard, le chanteur, reproche à la chaîne télévisée de ne pas vouloir diffuser leur vidéo, alors qu'elle diffuse, aux heures de grande écoute, des clips à caractère sexuel.
Plus tard sort Presque sold out, un CD/DVD des Vulgaires Machins, le 25 novembre 2008, qui présente le groupe en spectacle au Club Soda de Montréal lors de prestations données les 21 et 22 décembre 2007. Il est mis en pré-vente au début de novembre 2008 sur le site du groupe. Pour célébrer la sortie de l'album, le groupe lance en même temps que la prévente, un vidéoclip de la chanson Triple meurtre et suicide raté en version live filmé lors du spectacle.

### Requiem pour les sourds(2010-2012)

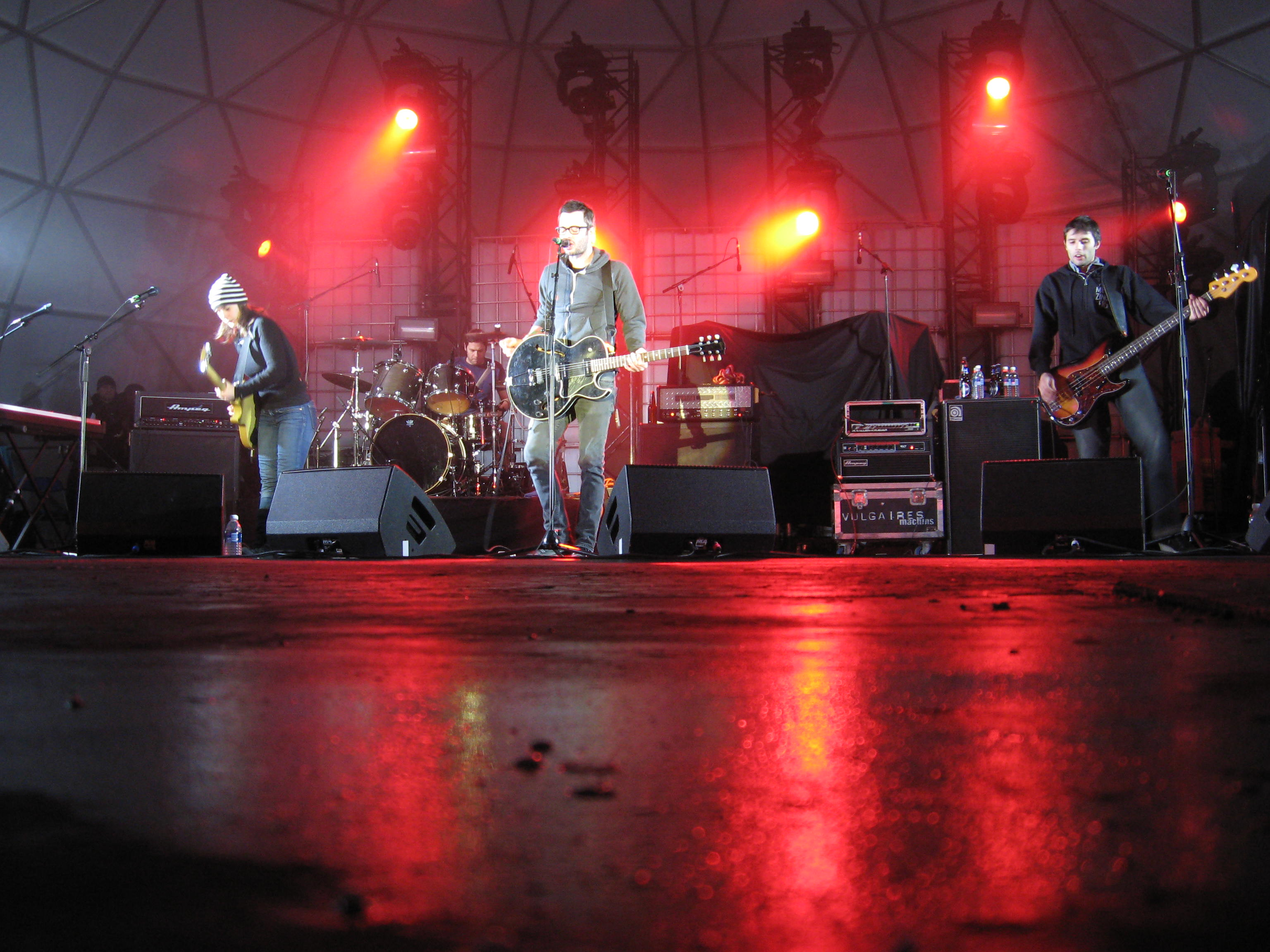
Vulgaires Machins au Carnaval de Québec en 2011.

Leur cinquième album studio, intitulé Requiem pour les sourds, est publié le 2 mars 2010. Le groupe avait avant cela décidé de rendre disponible sur leur site web, en écoute seulement, une chanson de l’album par jour à partir du 18 février 2010. Selon Le Devoir, l'album « est plus puissant et plus brut que leur précédent album, Compter les corps, celui qui les a vraiment fait connaître du grand public, surtout avec la pièce Puits sans fond. » L'album comprend la chanson Parasites qui reçoit, à la fin 2010, le prix de la chanson aux Echo Awards,. En 2011, le groupe s'éloigne un moment de la scène et réenregistre ses chansons en version acoustique pour un album simplement intitulé Album acoustique. Entre février et mai 2012, les VM partent en tournée locale québécoise. 

### Séparation (2012-2016)
Par la suite, le groupe ne donne signe d'activité, des rumeurs circulant même sur une éventuelle séparation. Ces rumeurs sont nourries par la publication du groupe en 2014 d'une image de cardiogramme qui tombe au neutre sur leur site web et leur page Facebook. Plusieurs autres indices viennent aussi nourrir ces rumeurs ; Pat Love semble avoir quitté le groupe, bien avant la tournée acoustique, et son nom ne figure plus parmi les membres du groupe sur Facebook ; Marie-Ève est devenue mère ; et Guillaume annonce la sortie d'un album solo à l'automne 2014. Pourtant, en octobre 2014, Guillaume Beauregard affirme que « Les Vulgaires Machins, c’est une famille, c’est dans mon ADN, ça serait juste absurde de dire que c’est la fin. Pour l’instant, c’est une pause, mais on s’est promis de ne jamais annoncer une tournée ou un album d’adieu. »

### Formation (depuis 2016)
En 2016, les Vulgaires Machins font leur premier retour sur scène après une pause de trois ans au Montebello Rockfest. Ils remontent sur scène trois ans plus tard pour faire quelques spectacles avec un nouveau batteur, Pat Sayers. Vient ensuite la sortie de l'album Disruption, après plus d'une décennie depuis le dernier album.

## Distinctions
- 2006 : Prix Miroir Coup de coeur (Festival d'été de Québec) (récompensé)[15]
- 2007 : Prix Juno de l'album francophone de l'année (pour l'album Compter les corps) (récompensé)[15]
- 2007 : Meilleure vidéo en français aux Much Music Video Awards (pour le vidéoclip Compter les corps) (nommé)[15]
- 2007 : Artiste de l'année au GAMIQ (nommé)[15]
- 2007 : Meilleur album punk au GAMIQ (pour l'album Compter les corps) (nommé)[15]
- 2007 : Album de l'année - catégorie alternatif au GAMIQ (pour l'album Compter les corps) (récompensé)[15]
- 2007 : Révélation de l'année au Gala ADISQ (nommé)[15]
- 2007 : Auteur ou compositeur de l'année au Gala ADISQ (nommé)[15]
- 2009 : Artiste solo ou groupe (hors Ontario) s'étant le plus illustré en Ontario au Gala des Prix Trille or (récompensé)[15]
- 2009 : DVD de l'année au Gala ADISQ (pour le DVD Presque sold out) (récompensé)[15]
- 2010 : Album de l'année - catégorie rock au Gala ADISQ (pour l'album Requiem pour les sourds) (nommé)[15]
- 2010 : Prix Écho de la chanson (pour la chanson Parasites) (récompensé)[5],[15]
- 2012 : Album de l'année - reprises (pour l'album Vulgaires Machins) (nommé)[15]

## Discographie

### Split
- 2004 : Crossing the bridge/Passe le pont split (EPsplit avec Burning Heads ; indépendant)

### Apparitions
- 2000 : 2 Tongue 2 : Le Québec en montre une! (avec la chanson Bad Piston)
- 2003 : 2 Tongue 4 : Compilation ska franco de par icitte  (avec la chanson Faut pas s'leurrer (version intraveineuse))

## Vidéographie
- Antidépresseur — 1998
- Le ciel est vide — 2000
- Petit Patapon — 2000
- Comme une brique — 2002
- Dieu se pique — 2002
- La chasse est ouverte — 2003
- Anesthésie — 2003
- Puits sans fond — 2006
- Compter les corps — 2006
- Dommage collatéral — 2007
- Anéantir le dogme — 2007
- Être un comme — 2008
- Triple meurtre et suicide raté (version live) — 2008
- Parasites — 2010
- Texture qui se mange — 2010
- Le mythe de la démocratie — 2010
- Prêt à tomber — 2011
- Et même si — 2011